# Svängsta
Svängsta is een plaats in de gemeente Karlshamn in het landschap Blekinge en de provincie Blekinge län in Zweden. De plaats heeft 1742 inwoners (2005) en een oppervlakte van 227 hectare.

## Verkeer en vervoer
Bij de plaats loopt de Länsväg 126.